# بور (مدينة)
بور هي مدينة في جنوب السودان، وعاصمة جونقلي وهي تقع قبالة الضفة الشرقية من نهر النيل وتبعد عن جوبا حوالي 200 كم عاصمة جنوب السودان وحدود دولة أثيوبيا إلى الشرق، وأعالي النيل إلى الشمال الشرقي، وغرب أعالي النيل إلى الشمال الغربي من الدولة، والبحيرات إلى الغرب، وشرق الاستوائية إلى الجنوب الشرقي ووسط الاستوائية إلى الجنوب الغربي.

## تاريخها
تقع بور في الأراضي الرطبة وهي ملحق تاريخي لشعب السودان حيث كانت بها البعثة الأولى التي انشأها ارشبيلد في ديسمبر 1905.
وأصبحت أول منطقة لاستضافة جمعية التبشير للكنيسة في 1905 وكان الملك يوصفها بمعقل المبشرين تم افتتاح أول مدرسة بها وقد أنتجت هذه المدرسة أول أسقف أنجليكاني وقاد حركة التمرد في هذه المنطقة مما شجع بعد ذلك نائب الرئيس السوداني السابق، ورئيس جنوب السودان، وقايد الجيش الشعبي لتحرير السودان ورئيس الحركة الشعبية لتحرير السودان، الراحل الدكتور جون قرنق دي مابيور.

## السياحة
تحتل بور موقع سياحيا جذاب حيث تقع بالقرب من السدود وبها حيوانات جذابة وبها مواقع جغرافية مشوقة وتقوم الحكومة بتوفير كافة الخدمات السياحية من توفير مخيمات مفتوحة للسياح فإن الأمم المتحدة ووكالات مثل مفوضية شؤون اللاجئين، وغيرها من الجهات الفاعلة في مجال التنمية تساعد في عملية التنمية.

## مذبحة بوروسيا 1991
وقعت هذه المذبحة في جنوب السودان وقتل فيها ما يقرب من 85 مدنيا عمدا من قبل مقاتلين النوير وجرح عدد مماثل نسبيا في خلال شهرين. وقد تسبب الجوع في حدوث مجاعة ونقص الغذاء منذ انتشار القوات وقيامهم بالنهب، وحرق القرى والمواشي.
25,000 شخصاً لقوا مصرعهم نتيجة لذلك، وفقا لمنظمة العفو الدولية.

## المنظمات الغير حكومية
المنظمات غير الحكومية العاملة في بلدة بور تشمل ما يلي
- الميثودية المتحدة للإغاثة
- المنظمة الدولية للمعوقين
- منظمة أطباء بلا حدود
- منظمة الإنسانية البولندية

## الصور

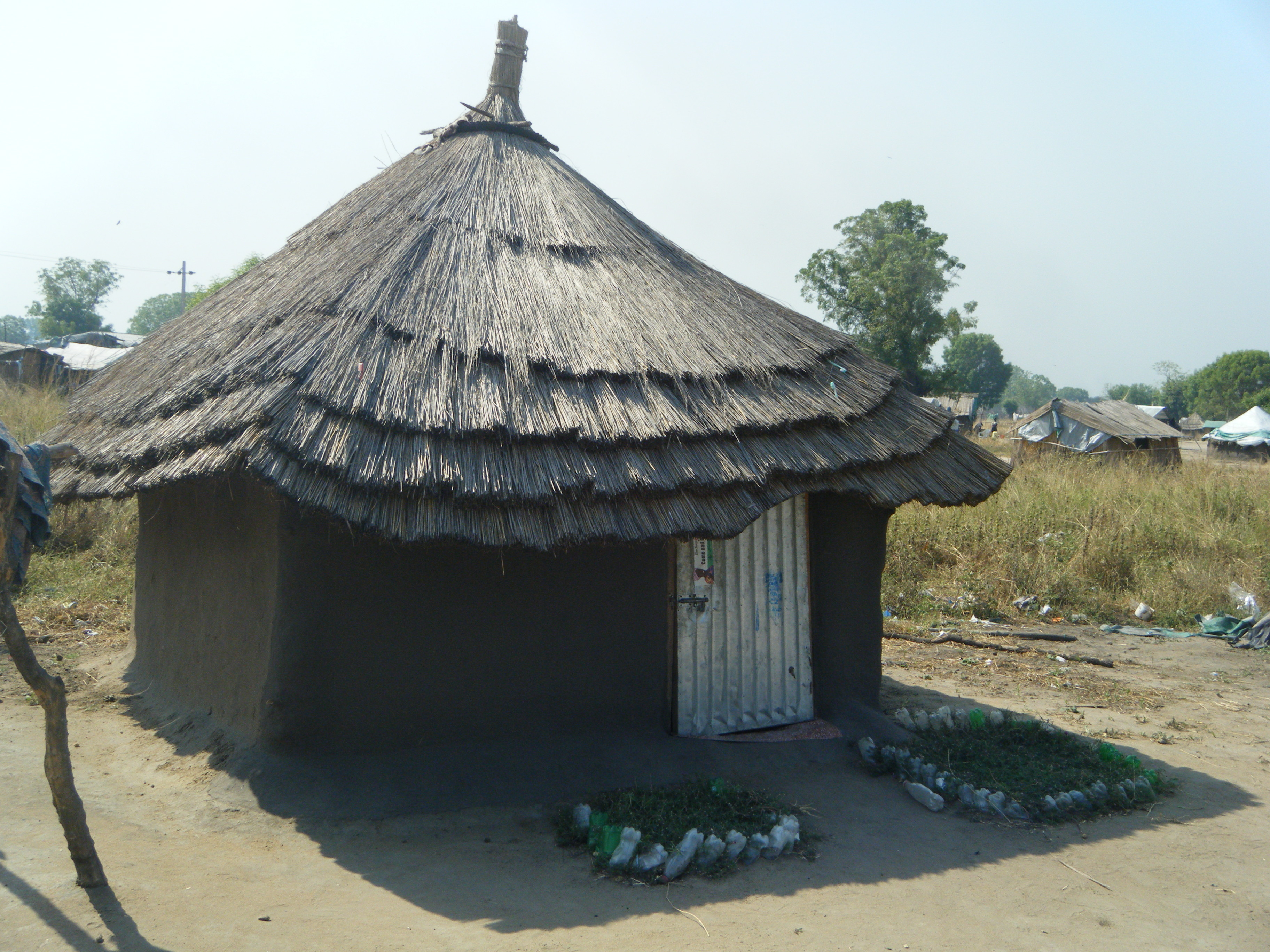
منزل صغير في بور

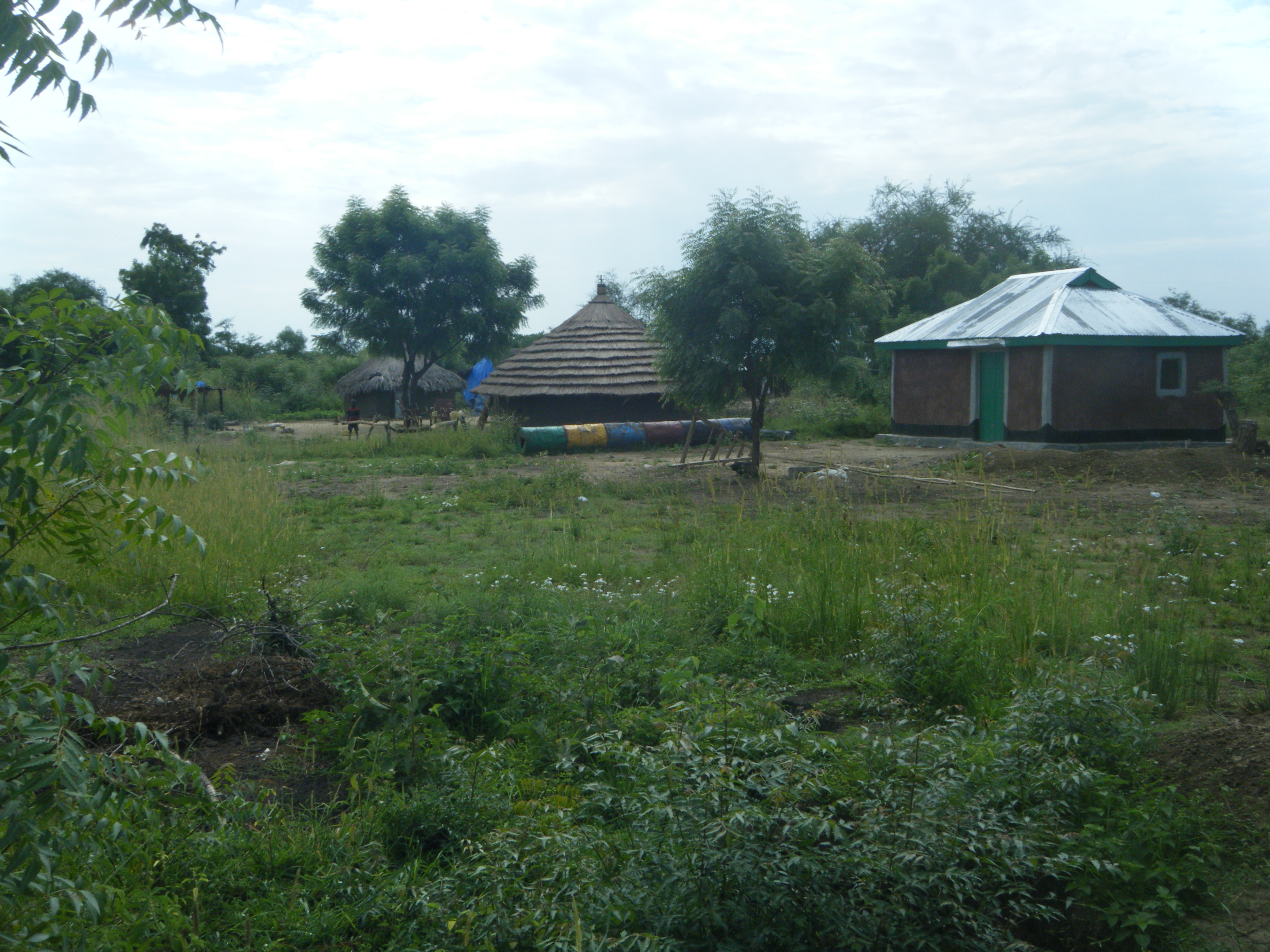

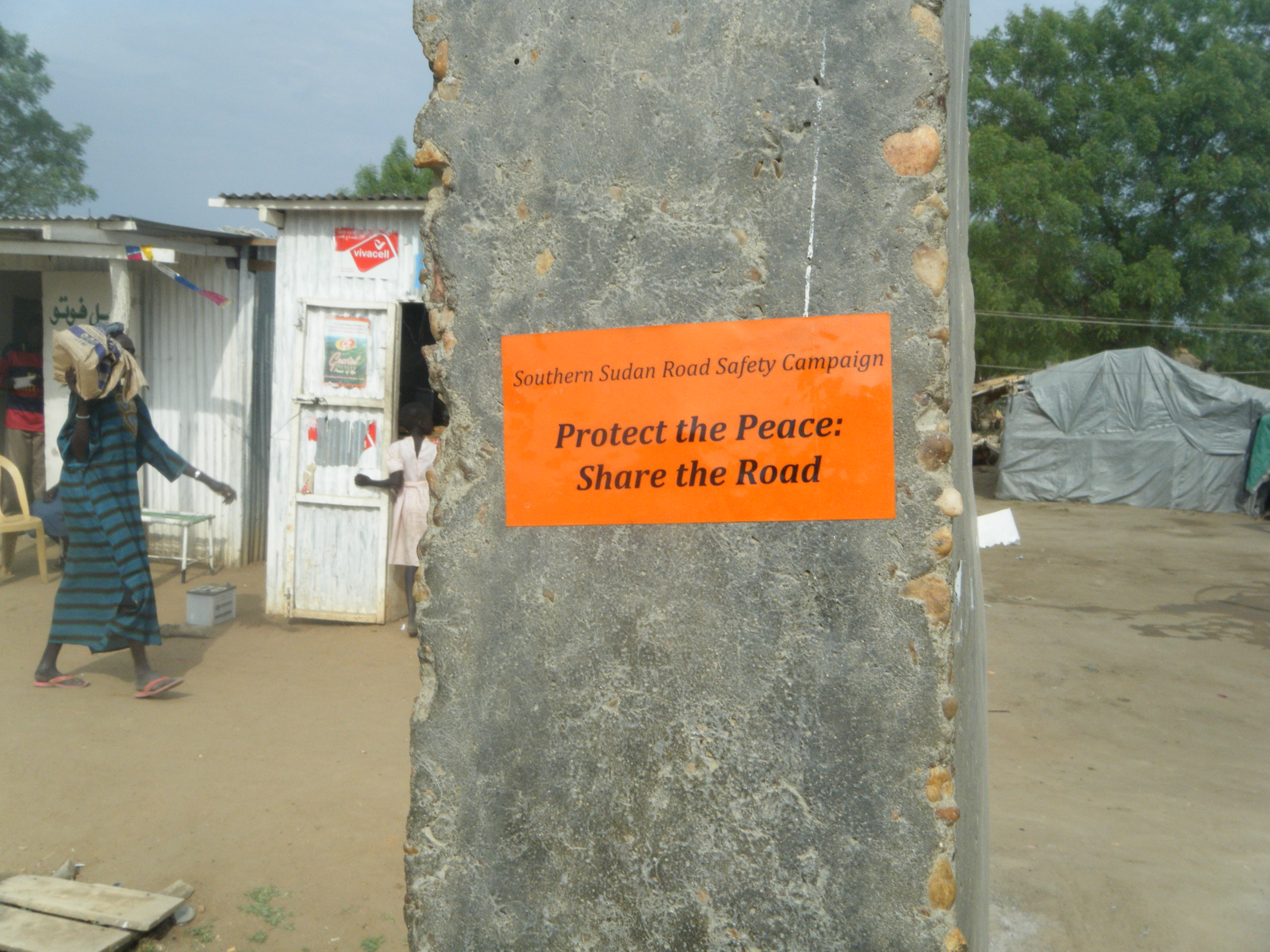

## روابط خارجية
- www.madingbor.com